# Incendi in Amazzonia del 2019
Gli incendi in Amazzonia del 2019 sono una serie di incendi boschivi accaduti in parte della foresta amazzonica, in America meridionale.
Secondo l'Istituto nazionale di ricerche spaziali (INPE) al 20 agosto 2019 si sono susseguiti 74 155 incendi nell'area della foresta amazzonica, segnando un notevole incremento rispetto ai numeri registrati nello stesso periodo del 2018 (circa l'83%). Di questi, 39 194 sono stati registrati nella cosiddetta Amazzonia Legale Brasiliana (in portoghese: Amazônia Legal, abbreviata in BLA). Nei primi 8 mesi del 2019, secondo INPE e NASA, si sono sviluppati circa 83 000 incendi nella regione, che raffigurano i dati più alti del decennio e probabilmente i secondi più alti in assoluto dal 2000 (secondi solo a quelli del 2005 dove nei primi 8 mesi dell'anno si sono registrati almeno 133 000 incendi).
Lo stato federato di Amazonas ha dichiarato lo stato di emergenza il 9 agosto 2019, mentre lo stato di Acre è in allerta dal 16 agosto a causa del diffondersi degli incendi. Diverse immagini satellitari mostrano lo stato di Roraima completamente coperto dal fumo sprigionato dagli incendi, che si sono diffusi in altre nazioni confinanti con il Brasile, come Bolivia e Paraguay (ricalcando il cosiddetto triangolo Dionisio Foianini).
Il 19 agosto la città brasiliana di San Paolo è stata raggiunta dal fumo provocato dagli incendi che ne ha oscurato il cielo. Nonostante ciò, come riporta il Brazilian Report, secondo alcuni meteorologi le nuvole sulla città erano un normale fenomeno atmosferico.
Gli incendi hanno attirato molte critiche negative contro il governo brasiliano, principalmente da parte di ONG ambientaliste, sia locali che non, e dalla Francia, che confina con il Brasile grazie al dipartimento d'oltremare della Guyana francese, nel quale è compreso circa l'1% della foresta amazzonica. Tali pressioni hanno spinto il presidente brasiliano Jair Bolsonaro ad autorizzare gli Stati coinvolti ad inviare le forze armate in appoggio ai vigili del fuoco.

## Antefatto

I confini del bacino idrografico amazzonico (azzurro) e del bioma amazzonico (bianco)

L'Amazzonia è una foresta pluviale tropicale dell'America meridionale, compresa tra Brasile, Colombia, Perù, Venezuela, Bolivia, Ecuador, Suriname, Guyana e Guyana francese. Con 5,5 milioni di km² è la più grande foresta del mondo ed è abitata da milioni di specie di animali, da molte popolazioni indigene, concentrate principalmente in Brasile e Colombia.
La deforestazione, applicata principalmente per espandere le attività agricole e di allevamento con la tecnica del debbio, rimane uno dei principali problemi per quello che viene definito il "polmone verde del mondo".

## Cause
Secondo la NASA e diversi giornali internazionali, gli incendi sono stati perlopiù causati da agricoltori e allevatori locali che, senza autorizzazione, hanno dato fuoco ai propri appezzamenti o a parti della foresta (deforestazione) per ripulire il terreno.
Il presidente brasiliano Jair Bolsonaro ha accusato, senza essere in possesso di prove, le diverse organizzazioni ambientaliste che gravitano intorno alla protezione della foresta pluviale. Secondo il presidente, l'obiettivo delle organizzazioni è quello di diffamare il governo in carica a causa dei tagli ai fondi concessi dal governo.

## Reazioni

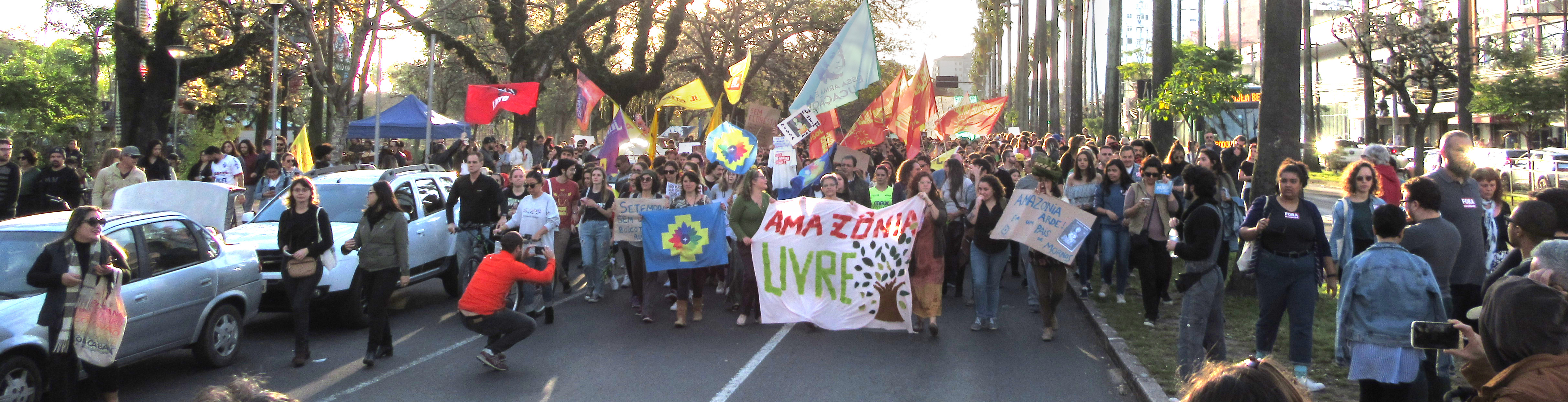
Manifestazione a Porto Alegre

L'organizzazione non governativa Amnesty International ha sostenuto una carenza di protezione dagli incendi nei territori abitati dalle popolazioni indigene, chiedendo al Canada di fare pressioni sul Brasile per proteggere i diritti delle popolazioni amazzoniche.
Svariate proteste, sia in Brasile che in altri paesi, hanno apertamente accusato l'incapacità del governo di gestire la situazione. Le principali proteste si sono registrate presso le ambasciate brasiliane di Londra, Berlino, Mumbai e Parigi.
Il presidente francese Emmanuel Macron e il primo ministro irlandese Leo Varadkar hanno dichiarato che non avrebbero ratificato l'accordo di libero scambio tra l'Unione europea e il Mercosur, annunciato al G20 di Osaka, a meno che il Brasile non avesse intenzione di migliorare le sue politiche ambientali.

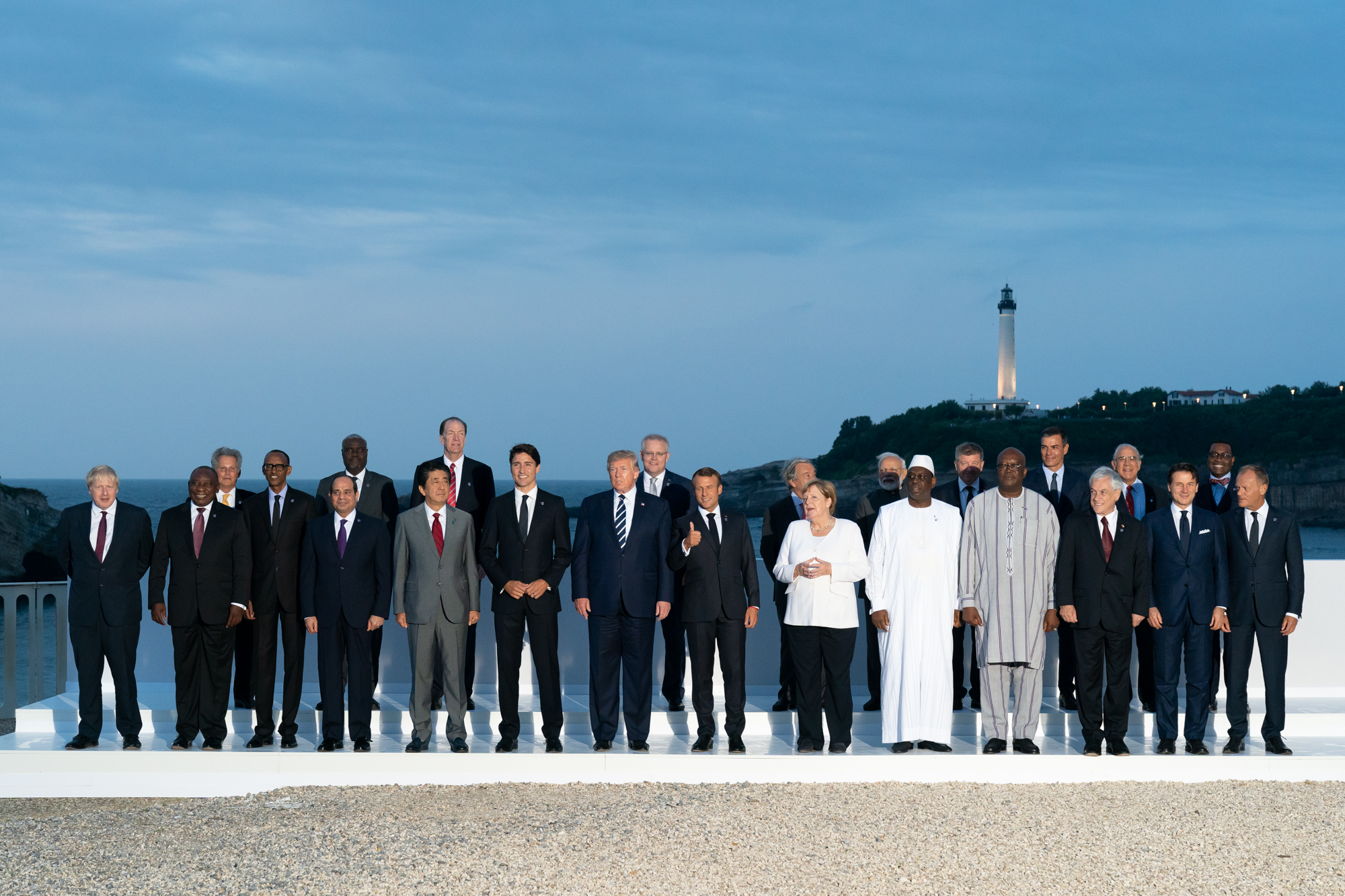
I capi di Stato dei paesi riuniti al G7 di Biarritz

Il ministro delle finanze finlandese Mika Lintilä ha suggerito di imporre un bando sulla carne importata dal Brasile per spronare la nazione a ridurre la deforestazione in Amazzonia.
Su suggerimento del presidente francese Macron, gli incendi sono stati posti tra i temi principali del G7 di Biarritz, tuttavia il presidente americano Donald Trump si è opposto a questa decisione, sostenendo che per parlare di tale tema sarebbe stata necessaria la presenza del Brasile. Secondo fonti governative brasiliane, anche Regno Unito, Giappone e Italia hanno sostenuto la posizione brasiliana. Durante l'incontro Macron e il presidente cileno Sebastián Piñera hanno ottenuto, con la collaborazione delle altre nazioni presenti, un totale di circa 17 milioni di euro (20 milioni di dollari statunitensi) per assistere le nazioni colpite dagli incendi.

### Donazioni
L'attore e produttore cinematografico statunitense Leonardo DiCaprio ha dichiarato che la sua organizzazione, Earth Alliance, donerà 5 milioni di dollari statunitensi ai gruppi locali e alle tribù indigene per proteggere in futuro la foresta.
L'imprenditore francese Bernard Arnault ha invece dichiarato che il gruppo LVMH donerà 11 milioni di dollari per aiutare nella gestione e nel contenimento degli incendi.

## Conseguenze

### Ambientali

Le emissioni di monossido di carbonio causate dagli incendi tra l'8 e il 22 agosto registrate dall'AIRS

Secondo gli scienziati del museo di storia naturale di Londra mentre alcune foreste hanno integrato gli incendi come parte importante del ciclo naturale dell'ecosistema, la foresta amazzonica è rimasta totalmente impreparata, fatta eccezione per alcune zone del bacino idrografico, come il Cerrado.
Mazeika Sullivan, professore associato in risorse naturali e ambientali presso l'Università statale dell'Ohio, ha sostenuto che gli incendi potrebbero avere un forte impatto negativo sulla fauna della foresta. Inoltre considerando che la densa canopia della foresta è stata in larga parte distrutta o danneggiata, ciò potrebbe danneggiare i più bassi livelli della catena alimentare.

#### Emissioni
Il 22 agosto 2019 l'Atmospheric Infrared Sounder del satellite Aqua (NASA) ha elaborato i dati sulle emissioni di monossido (CO) e diossido di carbonio (CO2) causate dagli incendi in Amazzonia. Nello stesso giorno il Copernicus Climate Change Service dell'Unione europea ha rilevato un picco percepibile nelle emissioni di CO e CO2 causato dagli stessi incendi.